# Nuolijärvi (sjö i Finland)
Nuolijärvi är en sjö i Finland. Den ligger i kommunen Kuhmo i landskapet Kajanaland, i den östra delen av landet, 500 km nordost om huvudstaden Helsingfors. Nuolijärvi ligger 188,7 meter över havet. Den är 3,06 meter djup. Arean är 85 hektar och strandlinjen är 6,6 kilometer lång. Sjön  ingår i Uleälvens huvudavrinningsområde.   Den ligger vid sjön Kaurojärvi. Den sträcker sig 0,9 kilometer i nord-sydlig riktning, och 2,2 kilometer i öst-västlig riktning.